# Egbert Paul
Egbert Paul (* 26. Mai 1918; † 30. Januar 1998) war ein deutscher Jurist.

## Werdegang
Paul promovierte 1953 an der Rechts- und wirtschaftswissenschaftlichen Fakultät der Universität Mainz. Vom 16. April 1964 bis 31. Mai 1986 war er Richter am Bundesverwaltungsgericht.

## Ehrungen
- 1986: Großes Verdienstkreuz der Bundesrepublik Deutschland